# NGC 4996
NGC 4996 ist eine 13,1 mag helle Low Surface Brightness Galaxie vom Hubble-Typ SB0-a im Sternbild der Jungfrau am Nordsternhimmel. Das Objekt ist schätzungsweise 240 Millionen Lichtjahre von der Milchstraße entfernt.
Sie wurde am 28. März 1864 von Albert Marth entdeckt.